# Épingle à cheveux en or de la tombe du roi Muryeong
L'épingle à cheveux en or de la tombe du roi Muryeong est une épingle à cheveux en forme d'oiseau volant trouvée dans la tombe du roi Muryeong. C'est l'un des trésors nationaux de la Corée du Sud, le n°159.

## Description
Il s'agit d'une épingle à chignon en or découverte dans le cercueil en bois du roi Muryeong lors des fouilles de la tombe du roi Muryeong. Elle a la forme d'un triangle inversé avec une partie supérieure large et une partie inférieure étroite. Compte tenu de ses trois longues extrémités inférieures en forme d'épingle, on pense qu'elle était fixée dans les cheveux. La partie supérieure du triangle inversé a la forme d'un oiseau aux ailes déployées, et les 3 bâtonnets du bas ressemblent aux longues queues d'un oiseau. Dans l'ensemble Des motifs floraux sont imprimés sur les ailes droite et gauche. Des motifs de vigne sont placés de manière dense et symétrique sous les motifs floraux. Le bord de la tête et de l'aile de l'oiseau est décoré d'une ligne de nombreux petits points ciselés. Les motifs de l'ornement du chignon sont tous représentés par la méthode du tachul, qui consiste à réaliser des motifs en relief sur une plaque en frappant le dos de la plaque. Des lignes ciselées sont également utilisées pour les détails.